# Albert Schatz (droit)
Pour les articles homonymes, voir Albert Schatz.
Albert Schatz (né au Havre le 20 mai 1879 et mort à Lyon 3e le 25 octobre 1940) est un professeur de droit à l'université de Dijon et un historien de l'individualisme du XIXe siècle et de Jean-Baptiste Say.
Son œuvre de 1907, L'Individualisme économique et social, dessine les bases de la doctrine libérale classique, qu'il fait remonter jusqu'aux physiocrates en France. Il traite ensuite des divers aspects de l'individualisme au XIXe siècle de Charles Dunoyer à John Stuart Mill et Frédéric Bastiat. Il discute également de l'individualisme relativement à la politique, à la religion et finalement à la sociologie et à l'individualisme anarchiste proto-libertarien d'Herbert Spencer.

## Publication
- L'individualisme économique et social : ses origines, son évolution, ses formes contemporaines, A. Colin, Paris, 1907, 590 p.